# 古崎瞳
古崎 瞳（ふるさき ひとみ、1986年5月27日 - ）は、日本の元女優、元グラビアアイドル、元レースクイーン、元ラウンドガール。広島県出身。スリーライズを経て2TOUCHに所属していたが、2019年8月31日を以って芸能界を引退した。自ら芸能セカンドキャリア支援サービス事業を立ち上げた後、同じく芸人からの転職支援を標榜する株式会社俺の方向性に共鳴し、2019年11月に同社へ入社した。

## 略歴
20歳の2006年10月、上京。同年12月、ケータイOPTIONクイーンに選ばれる。
2007年1月、東京オートサロン出演。同年3月、カルソニックレディに選ばれる。同年7月、第1回デジコンTVイメージガールコンテスト準優勝。同年9月30日、F1日本GP（富士スピードウェイ）でグリッドガール担当。
2008年1月、K-1 WORLD MAXラウンドガールに選ばれる。同年2月、ZENT sweetiesに選ばれ、またミスFLASH2008ファイナリスト。同年7月、東京オートサロン2009イメージガールA-classに選ばれる。
2009年4月、日テレジェニック2009候補生に選ばれる。同年5月、舞台「ASU」で舞台初出演。同年12月、舞台「Knock.Out.Brother -X-」に出演。
2010年1月、ソロとして初のDVD『ひとみ Heart』をリリース。同年4月、Ve.ナースが結成される。同年9月、映画『君が踊る、夏』で映画初出演。同年10月、DMM公認Fリーグサポーターに選ばれる。
2015年5月、南関東公営競馬イメージガール「南関競馬オールナイターガールズ」に選ばれる。
2019年7月6日に行われるラスト撮影会および同月26日に発売されるラストグラビアDVD『瞳の中へ』をもって、グラビア活動に終止符を打ち、仕事における水着姿を完全封印することを表明した。同年8月11日に行われた同作のイベントが最後のグラビア活動となった。同年8月31日を以って芸能界を引退した。以降は引退したタレントのセカンドキャリアを支援する仕事に就き、プロレスラーの木村花の自死から芸能界とソーシャルネットワークサービスの関係性、自身の経験からくるリプライへの対応などについて述べている。
2022年7月8日、自身のInstagramを更新し2021年に結婚し2022年6月に第1子となる女児を出産したことを報告した。

## 人物
- 3人兄妹の長女で、2歳下の妹と弟（二卵性双生児）がいる[14][15]。
- 葵ゆりかやくぼたみか、野田彩加とは一緒に遊びや食事に行ったりするほどの仲である[16]。また、元ホリプロ所属の高城樹衣（AKB48元メンバー高城亜樹の姉）とも仲が良く[17]、一緒に舞台を観劇したりするほどである[18]。
- モーニング娘。のファンで、コンサートにもよく行くという。歴代のメンバーでは道重さゆみがお気に入りだった[19]。

## 作品

### アルバム
- TOKYO AUTO SALON presents EVOLUTION #05（2008年12月17日、avex trax）A-class「OPEN YOUR EYES」収録

### 映像作品
- RQ360（2008年12月26日、マジカル）
- ひとみ Heart（2010年1月22日、トリコ）
- NEW KISS（2010年4月30日、スパイスビジュアル）
- Les yeux（2010年7月23日、タオ）
- あの日、学校で…（2010年11月25日、エアーコントロール）
- 瞳の温泉物語（2011年2月25日、エアーコントロール）
- ボクの彼女（2011年6月25日、エアーコントロール）
- フルサキヒトミ（2011年9月25日、エアーコントロール）
- MISSION（2012年1月25日、イーネット・フロンティア）
- キュート！（2015年2月19日、竹書房）
- 瞳の中へ（2019年7月26日、竹書房）

## 出演

### 舞台
- KENプロデュース『ASU』（2009年5月22日 - 24日、豊島区民センター）
- Knock.Out.Brother -X-（2009年12月23日 - 27日、全労済ホールスペース・ゼロ）
- KENプロデュース『嘘つきの姫君と三人の絵師』（2012年1月21日 - 22日、下北沢・北沢タウンホール）
- W-Speak第四回公演『笑劇LOVERS』「ワガママな神様」「帰ってきたキス部」（2012年12月26日 - 12月30日、池袋・シアターKASSAI）
- 劇団K助presents『セイギノミカタ』（2013年7月10日 - 15日、千本桜ホール） - ゴルゴン 役（主演）
- 『ラズベリーガール』（2013年9月19日 - 23日、中野ザ・ポケット）
- 『みみなりももなりの中目黒TV』（2013年10月22日 - 27日、ウッディシアター中目黒）
- トウキョウ演劇倶楽部プロデュース<番外>公演Vol.1『街でジングルベルを聴く頃に、僕は初めて人を殺してしまいました。という感じのオムニバス』「この世に私はイナイカラ…」（2013年11月20日 - 25日、戸野廣浩司記念劇場）
- BANANA QUEST vol.2『POLI』（2014年3月4日 - 9日、中野MOMO）
- 右手愛美プロデュース企画vol.2 音楽朗読劇『未熟な、ふるんちゅ』（2014年4月11日 - 13日、下北沢亭）
- 宇都宮公演（2014年5月23日、すまいるプラザ OTOSQ）
- BANANA QUEST ささやかなコント篇『サニーちゃんの右往左往』（2014年7月31日 - 8月3日、サンモールスタジオ）
- ドブ恋６（2016年)
- ウラワライ(2016年)
- 大脚色（2017年) - ヒロイン楓 役
- 綾艶華楼奇譚 『晩餐狂想燭祭～死～』（2018年) - 三樹 役

### 映画
- 君が踊る、夏（2010年9月11日） - 小百合 役
- 縁 -enishi-（2011年5月8日） - ヒトミ 役
- やりすぎコンパニオンとアタシ物語（2011年9月24日）
- 世界最後の日々（2012年2月18日）
- ラブポリス（2012年2月25日）
- 鬼灯さん家のアネキ（2014年9月6日） - 美咲 役
- 夏引きの頃（2018年） - 美月 役（主演）
- ガチ星（2018年） - 松永麻美 役

### テレビ
- アイドルの穴〜日テレジェニックを探せ!〜（2009年4月11日 - 6月6日、日本テレビ）
- 方言彼女。（2010年10月4日 - 、東名阪ネット6）
- 天使の代理人（2010年 フジテレビ）
- 方言彼女。2（2011年4月2日 - 、東名阪ネット6）
- 眠れぬ街のアプリンス（2011年5月 - 9月、日本テレビ）
- ファミラブ（2011年10月1日 - 、千葉テレビ）
- 走馬灯株式会社（2012年 TBSテレビ）
- ラズベリーガール（2013年 TOKYO MX）
- ビブリア古書堂の事件手帖（2013年 フジテレビ）
- 徳井と後藤と麗しのSHELLYが今夜くらべてみました（2014年6月3日、日本テレビ）
- 解決!ナイナイアンサー（2014年10月14日、日本テレビ）
- モノクラ〜ベ 花王vs資生堂（2015年9月6日、BSスカパー！）
- モニタリング（2015年 TBSテレビ）
- 有吉ゼミ（2015年 日本テレビ）
- 直撃!コロシアム!! ズバッと!TV」潔癖VS片づけられない（2016年 TBSテレビ）
- ガチ☆星（2016年 TNC）
- お願いランキング（2018年 EX）

### CM
- 東京ミネルヴァ法律事務所（2009年2月 - ）
- キヤノンiVIS
- 豆腐の成田屋「豆乳よーぐるとぱっく玉の輿」(2012年）
- アフラック「ブラックスワン　レディーズ篇」(2014年）
- オカダヤ「入園入学応援　あるある篇」(2018年）
- LION ハレタ『カラッと乾いてふっくら』って本当？試してみました(2018年）

### ネット配信
- 「ファミラブ」Ust Ver.（2011年10月1日 - 、Ustream） - サブMC
- 「うまぐりちゃん」（2015年 - 2017年） - メインMC
- 「秘密のラブパフューム」（2015年） - ウェブドラマ主演
- ブレイブフロンティア公式YouTubeチャンネル「サマナーガールズ」【Dr.Mのブレフロ研究室】(2016 - 2019年、YouTube)

### DVD
- RQ360 Compilation2 '08（2008年10月29日、マジカル）
- サイボーグ0.001％WOMAN mission_01（2010年8月27日、ZENピクチャーズ）
- サイボーグ0.001％WOMAN mission_02（2010年9月10日、ZENピクチャーズ）
- 出張版ZEN情報局 Vol.32（2011年2月2日、ZENピクチャーズ）
- 女捜査官 危機一髪（2011年2月25日、ZENピクチャーズ）
- 武捜戦隊サイレンジャー 前編（2011年4月8日、ZENピクチャーズ）
- 武捜戦隊サイレンジャー 後編（2011年4月22日、ZENピクチャーズ）
- バーニングアクション スーパーヒロイン列伝 ドラゴンアイズ mission_01（2011年6月10日、ZENピクチャーズ）
- バーニングアクション スーパーヒロイン列伝 ドラゴンアイズ mission_02（2011年6月24日、ZENピクチャーズ）
- 鳳神ヤツルギ外伝 天神キサラ 前編（2011年9月23日、鳳神ヤツルギ製作委員会）
- 鳳神ヤツルギ外伝 天神キサラ 後編（2011年10月28日、鳳神ヤツルギ製作委員会）
- 女捜査官 キリング・エンジェルズ（2012年1月27日、ZENピクチャーズ）
- ハイパーセクシーヒロインNEXT 太陽の戦士レオーナ（2012年3月9日、ZENピクチャーズ）
- 妄想科学「スケスケ透視メガネで覗かれた!」（2012年11月8日、SODクリエイト、遠野千夏と共演）

## 書籍

### 写真集
- GALSPARADISE 2009 A-classスペシャル（2009年1月9日、三栄書房）
- 妄撮Blue（2010年7月22日、講談社）

### 新聞・雑誌
- エキサイティングマックス「水着DEぷるぷるプリン」MC
- スポーツニッポン G1予想連載
- その他、ヤングジャンプ・週刊大衆など、青年誌や週刊誌の表紙など多数出演